# Sergej Snežkin
Sergej Snežkin (Leningrado, 10 ottobre 1954) è un regista russo.

## Filmografia parziale

### Regista
- Nevozvraščenec (1991)
- Cvety kalenduly (1998)
- Pochoronite menja za plintusom (2009)